# Athemistus luciae
Athemistus luciae là một loài bọ cánh cứng trong họ Cerambycidae.